# Ueli Staub
Ueli Staub (* 1. Januar 1934 in Zürich; † 9. April 2012 in Thun) war ein Schweizer Journalist, Fotograf und Jazzmusiker.

## Leben
Staub lernte als Autodidakt Vibraphon. Während seines Zahnarzt-Studiums spielte er seit 1953 im Metronome Quartett, das 1957 durch Bruno Spoerri zum Metronome Quintett erweitert wurde und in veränderter Besetzung bis 2013 bestand, international auf Tournee war und zwischen 1979 und 2001 auch mit Gert Westphal Programme mit Lyrik und Jazz vorstellte. Daneben spielte er seit 1965 auch im Robi Weber Quartett, weiterhin mit den Five Blazers und den Swiss All Stars. Auch nahm er ein Album mit Dennis Armitage auf. 
Staub arbeitete freiberuflich als Journalist, unter anderem für die Neue Zürcher Zeitung, vor allem zu den Themen Musik und Tourismus. Er ist der Herausgeber des 2003 im NZZ-Verlags erschienenen Buchs „Jazzstadt Zürich“.  Im Jahr 1978 heiratete er die Fernsehmoderatorin und Journalistin Margrit Hadorn.

## Diskographische Hinweise
- Metronome Quintett: At the EXPO (Columbia, 1970)
- Robi Weber Quartet: Soulness (1971)
- Metronome Quintett: Kling hinaus in die Weite (Jecklin, 1993) mit Gert Westphal
- Metronome Quartett: The Metronome Story (Promedia, 2003)

## Lexigraphischer Eintrag
- Bruno Spoerri (Hrsg.): Biografisches Lexikon des Schweizer Jazz. CD-Beilage zu: Bruno Spoerri (Hrsg.): Jazz in der Schweiz. Geschichte und Geschichten. Chronos-Verlag, Zürich 2005, ISBN 3-0340-0739-6.